# Бранд, Стюарт
Стюарт Бранд (англ. Stewart Brand; род. 14 декабря 1938, Рокфорд, Иллинойс) — американский футуролог, писатель и общественный деятель.

## Биография
Изучал биологию в Стэнфордском университете, который окончил в 1960 году. Отслужив два года в армии, стал изучать дизайн в Институт искусств Сан-Франциско и фотографию в колледже штата в Сан-Франциско, был участником экспериментов американских учёных с психоактивными веществами в городе Менло-Парк, на базе Стэнфордского университета.
В начале 1960-х годов познакомился с «Весёлыми проказниками» во главе с Кеном Кизи и с коллективом USCO (англ. Us Company or the Company of Us), объединявшим различных творческих личностей. Именно благодаря USCO Бранд заинтересовался экологической проблематикой, а во время очередного приёма ЛСД вместе с «Проказниками» в 1966 году ему пришла в голову идея о том, что изображение земного шара может стать интересным символом. Тогда же он начал распространять значки с надписью «Почему мы до сих пор не видели фотографию всей Земли?».

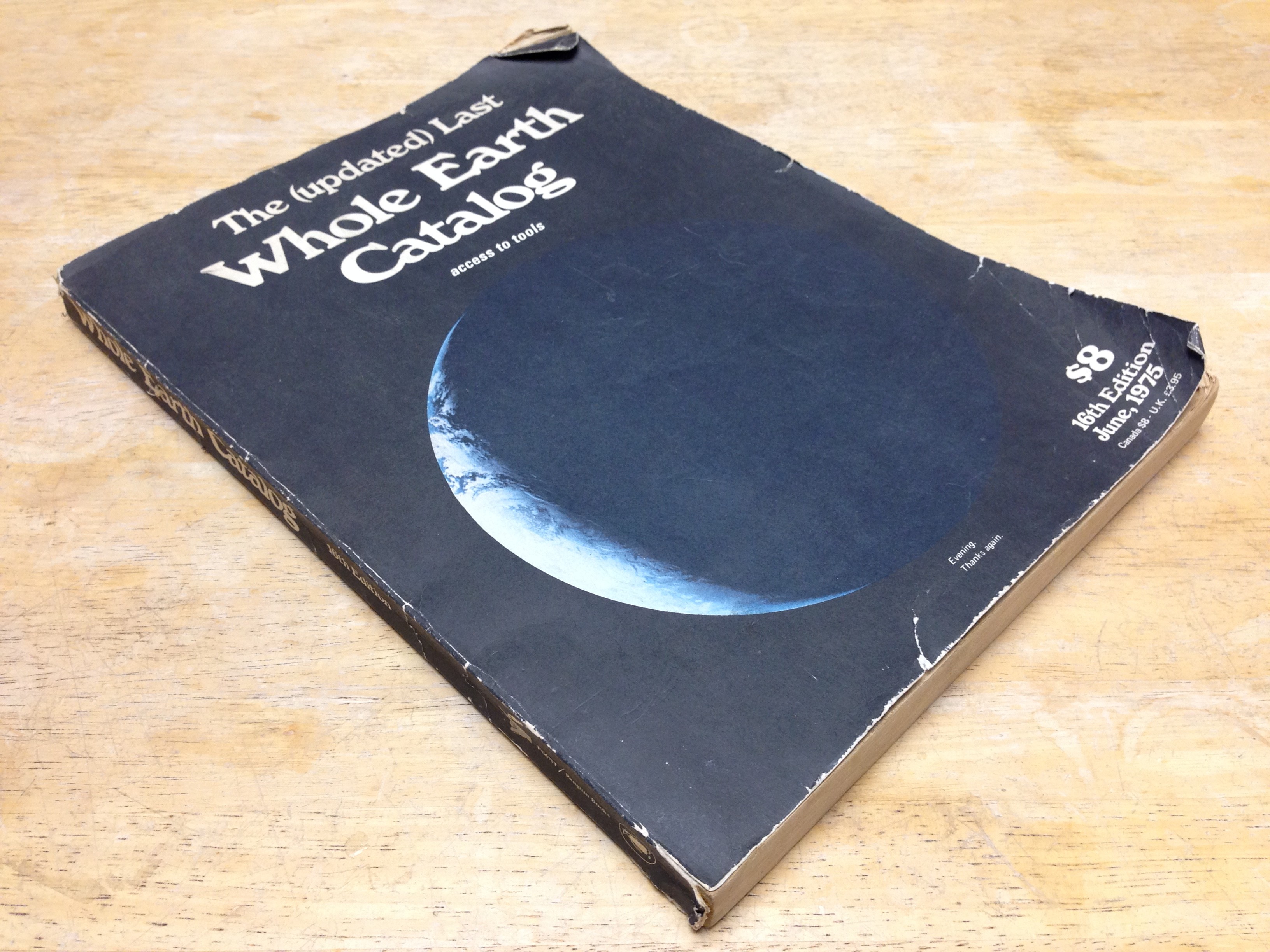
Whole Earth Catalog, выпуск 1975 года

Уже в 1967 году американский спутник ATS-3 впервые сделал такую фотографию. Это изображение было помещено на обложку первого номера Whole Earth Catalog («Каталога всей Земли»), который Бранд издал в 1968 году. В него были включены статьи на разнообразные темы: советы по ведению натурального хозяйства, уходу за животными и строительству, рецепты домашних лекарств, гид по американским колледжам, описание музыкальных инструментов, философские концепции и многое другое. «Каталог всей Земли», который стал ярчайшим явлением в общественной и интеллектуальной жизни США, выпускался миллионными тиражами и в 1972 году был удостоен Национальной книжной премии.
В 1977—1979 годах Бранд был советником в администрации губернатора Калифорнии Джерри Брауна.
В 1984 году на конференции The Hackers Conference Бранд сказал сооснователю Apple Стиву Возняку: «С одной стороны, информация дорогая, у неё есть ценность. Правильная информация, полученная в нужный момент, может изменить вашу жизнь. С другой стороны, информация стремится быть свободной — затраты на её получение становятся все ниже». Считается, что Брэдли Мэннинг привел именно эту цитату, когда аргументировал свое решение передать Wikileaks секретные документы.
В 1985 году Бранд вместе с Ларри Бриллиантом создал одно из старейших сетевых сообществ The WELL (Whole Earth ‘Lectronic Link), а в 1988 году стал одним из основателей консалтинговой компании Global Business Network, которая разрабатывает стратегии для коммерческих, правительственных и неправительственных организаций.
В 1996 году Бранд участвовал в создании фонда Long Now Foundation, чтобы противопоставить сегодняшнему образу мышления, основанному на принципе «быстрее и дешевле», убеждение о «медленнее и качественнее». Long Now Foundation способствует «творческому развитию долгосрочной ответственности». В частности, в рамках этого проекта принято использовать даты c 5 цифрами, не 2016, а 02016, для решения проблемы 10000 года.
В 2009 году Бранд издал книгу «Whole Earth Discipline» («Порядок всей Земли»), в которой предложил пересмотреть устоявшиеся в среде экоактивистов взгляды, защищая технологические инновации, в частности, генную инженерию, а также атомную энергетику.